# Where Did You Go
Where Did You Go är en låt framförd av Kiana i Melodifestivalen 2023. Låten, som deltog i den fjärde deltävlingen, gick vidare till semifinal. Från semifinal kvalificerade låten till final där den hamnade på en sjätte plats.
Låten är skriven av Jimmy "Joker" Thörnfeldt, Joy Deb och Linnea Deb.